# PLAN 75
『PLAN 75』（プランななじゅうご）は、2022年6月17日に公開された映画作品。日本・フランス・フィリピン・カタール合作。75歳以上の高齢者に対して自らの生死の権利を保障し、支援する制度「PLAN 75」の施行に伴う制度の対象者たちや市役所の職員、スタッフの苦悩を描く。監督は本作が長編映画初監督となる早川千絵、主演は本作が9年ぶりの映画主演作となる倍賞千恵子。
第75回カンヌ国際映画祭では、新人監督を対象にしたカメラ・ドールのスペシャル・メンション（特別表彰）が贈られ、第95回アカデミー賞では、国際長編映画賞の日本代表作品に選ばれた。

## あらすじ
架空の現代。日本では高齢化問題の解決策として、75歳以上の高齢者に安楽死する権利（通称・プラン75）が認められた。
78歳の角谷ミチ（倍賞千恵子）は身寄りのない未亡人だが身体は丈夫で、ホテルの客室清掃員として働いていた。しかし、高齢を理由に解雇されるミチ。次の定職を見つけられず、生活保護にも抵抗のあるミチは、ついにプラン75を申請した。
プラン75の職員である青年・岡部ヒロム（磯村勇斗）は、窓口で無料の「合同プラン」について穏やかに説明していた。他人とまとめて火葬・埋葬されれば、葬式や墓の費用の心配がないコースだった。そんなヒロムの窓口に現れる幸夫。幸夫は20年間も音沙汰のなかったヒロムの叔父だった。
既に父親を亡くしており、叔父との交流を持とうとするヒロム。だが、幸夫はプラン75を心待ちにしており、75歳の誕生日に申し込みを行っていた。多少の動揺を見せつつも、死に場所の施設に向かう幸夫。
死に場所の施設で診察台に横たわるミチ。酸素マスクからガスが流れれば、眠りに落ちて死亡するはずだった。隣の台で静かに死んで行く幸夫。だが、手違いからミチのマスクにはガスが流れなかった。
幸夫を止めようと施設を訪れるヒロム。だが、幸夫は既に亡くなっていた。せめて火葬は合同ではなく身内として行おうと奔走するヒロム。生き残ったミチは施設を抜け出し、夕日の中を歩き出した。

## 登場人物
角谷ミチ
演 - 倍賞千恵子
ホテルの客室清掃員。
岡部ヒロム
演 - 磯村勇斗
市役所職員。「PLAN 75」の申請窓口を担当。
岡部幸夫
演 - たかお鷹
ヒロムの叔父。
成宮瑶子
演 - 河合優実
コールセンター職員。「PLAN 75」のサポート業務を担当。
マリア
演 - ステファニー・アリアン
「PLAN 75」関連施設「ランドフィル環境サービス」で働く女性。
牧稲子
演 - 大方斐紗子
ミチの仲間のホテルの客室清掃員。
藤丸釜足
演 - 串田和美
マリアが働く「PLAN 75」関連施設「ランドフィル環境サービス」の同僚。
男
演 - 森優作
高齢者施設で猟銃による殺人事件を起こした後に自殺。「PLAN 75」の制度が施行されるきっかけとなる。
林田久江
演 - 矢野陽子
ミチの仲間のホテルの客室清掃員。
三村早苗
演 - 中山マリ
ミチの仲間のホテルの客室清掃員。
秋山
演 - 金井良信
市役所職員。岡部ヒロムの上司。
大島
演 - 鈴木アメリ
ハローワークの職員。
グレイス
演 - 市川シェリル
マリアに「PLAN 75」関連施設での仕事を紹介する。
介護士
演 - 赤松怜音
マリアの前職・介護士時代の同僚。
看護師
演 - 桜まゆみ
「PLAN 75」関連施設「ランドフィル環境サービス」の看護師。
男性
演 - 牧口元美
役所の待合室で待つ整理券5番の男性。
女性
演 - 大西多摩恵
岡部ヒロムが担当した「PLAN 75」の申請者。

## スタッフ
- 脚本・監督：早川千絵[17]
- 脚本協力：ジェイソン・グレイ[17]
- エグゼクティブ・プロデューサー：小西啓介[17]、水野詠子[18][19]、國實瑞惠[17]、石垣裕之[17]、フレデリック・コルヴェ[17]、ウィルフレド・C・マナーラン[17]
- プロデューサー：水野詠子[18][19]、ジェイソン・グレイ[18][19]、フレデリック・コルヴェ[17]、マエヴァ・サヴィニャン[17]
- コ・プロデューサー：アレンバーグ・アン[17]
- ラインプロデューサー：古賀奏一郎[17]
- 撮影：浦田秀穂[17]
- 照明：常谷良男[17]
- 録音：臼井勝[17]
- 美術：塩川節子[17]
- スタイリスト：岡本華菜子[17]
- ヘアメイク：宮内三千代[17]
- 音楽：レミ・ブーバル（フランス語版）[19][20]
- サウンドデザイン：フィリップ・グリベル（フランス語版）[19][17]
- 編集：アンヌ・クロッツ[17]
- キャスティング：細川久美子[17]
- 助監督：近藤有希[17]
- 制作担当：金子堅太郎[17]
- 助成：文化庁 文化芸術振興費補助金（国際共同製作映画）
- 制作協力プロダクション：SS工房
- 配給・宣伝：ハピネットファントム・スタジオ
- 企画・制作：ローデッド・フィルムズ
- 製作：『PLAN 75』製作委員会（ハピネットファントム・スタジオ、ローデッド・フィルムズ、鈍牛倶楽部、WOWOW、Urban Factory、Fusee）

## 受賞
- 第75回カンヌ国際映画祭「ある視点」部門に出品[21]
  - カメラ・ドール特別表彰（早川千絵）[4]
- 第14回TAMA映画賞[22]
  - 最優秀女優賞（倍賞千恵子）
  - 最優秀新進男優賞（磯村勇斗）
  - 最優秀新進女優賞（河合優実）
- 第63回テッサロニキ国際映画祭
  - 最優秀監督賞（早川千絵）
  - 国際映画批評家連盟賞
  - ヒューマンバリュー賞
- 第44回ヨコハマ映画祭[23]
  - 日本映画ベストテン 第7位
  - 森田芳光メモリアル新人監督賞（早川千絵）
  - 主演女優賞（倍賞千恵子）
  - 助演男優賞（磯村勇斗）
  - 助演女優賞（河合優実）
- 第40回ゴールデングロス賞[24]
  - 全興連特別賞
- 第35回日刊スポーツ映画大賞・石原裕次郎賞[25]
  - 主演女優賞（倍賞千恵子）
  - 新人賞（河合優実）
- 第77回毎日映画コンクール[26]
  - 脚本賞（早川千絵）
- 第96回キネマ旬報ベスト・テン[27]
  - 日本映画ベスト・テン 第6位
- 第65回ブルーリボン賞[28]
  - 監督賞（早川千絵）
  - 主演女優賞（倍賞千恵子）
- 芸術選奨新人賞（早川千絵）[29][30]
- 第46回日本アカデミー賞[31]
  - 優秀脚本賞（早川千絵）
  - 優秀主演女優賞（倍賞千恵子）
- 日本映画ペンクラブ賞[32]
  - 日本映画部門 2022年ベスト1
- 第20回シネマ夢倶楽部[33]
  - 推薦委員特別賞（早川千絵）
  - 推薦委員特別賞（磯村勇斗）